# Laura Sisteró
Laura Sisteró   (Barcelona) és una directora de cinema i fotògrafa catalana.
És la petita de tres germanes. Va començar arquitectura però després va deixar la carrer per anar a estudiar a l'ESCAC. Ha dirigit diversos curtmetratges i també publicitat. Va dirigir un spot per la campanya de Barcelona en Comú a les Eleccions municipals de Barcelona de 2019, on es veia Ada Colau alcaldessa parlant amb l'Ada Colau activista. El seu primer llargmetratge és Tolyatti Adrift, un documental sobre Togliatti, la Detroit russa, una ciutat antigament coneguda per acollir la seu dels automòbils Lada. Es va estrenar l'octubre de 2022, després d'haver guanyat diversos premis a festivals internacionals.